# Brutovce
Brutovce (in ungherese Szepesszentlőrinc, in tedesco Brutowitz) è un comune della Slovacchia facente parte del distretto di Levoča, nella regione di Prešov.

## Storia
Fu menzionato per la prima volta nelle cronache storiche nel 1319.